# Съюз на българските филмови дейци
Съюзът на българските филмови дейци (СБФД) е творческо-професионална организация, подпомагаща развитието на филмовото изкуство и аудио-визията в България.
СБФД представлява своите членове пред български и международни организации, сдружения и фирми, които имат пряко отношение към производството, разпространението и показа на аудио-визуална продукция, защитава интересите на българското кино и аудио-визия.
Съюзът на българските филмови дейци представлява 10 гилдии – на кинорежисьори, кинооператори, кинодраматурзи, актьори, художници, кинокритици, аниматори, композитори и звукорежисьори, монтажисти, юридически, икономически и технически специалисти в областта на киното.
С извоювания си международен авторитет СБФД е приет за член на най-авторитетни международни филмови организации: Международната федерация на филмовите критици (FIPRESCI) – от 1973 г., Федерацията на европейските кинорежисьори (FERA), Международната асоциация на филмовите аниматори (ASIFA) – от 1974 г., Международния център на филмите за деца и юноши (CIFEJ) – от 1984 г.

## Устройство
Върховен орган е Общото събрание, което определя основните задачи, насоките и програмата за дейността на Съюза. Между две Общи събрания дейността на СБФД се ръководи от Управителен съвет. Съюзът се представлява от своя председател, избран пряко от Общото събрание. Контролната комисия се избира от Общото събрание и се отчита пред него.

## История
Съюзът на филмопроизводителите създава първообраза на СБФД – Управителен съвет и творчески гилдии по кинопрофесии. С постановление на Министерския съвет от 1948 г. Съюзът е закрит и преобразуван в Дом на киното. Структурата е възстановена през 1954 г. През годините членовете на СБФД са сред най-авторитетните имена в българската режисура, литература, актьорско майсторство, критика и теория, музика и изобразително изкуство.

## Награди „Васил Гендов“
От 2022 г. Съюзът на българските филмови ежегодно връчва награди „Васил Гендов“.
От 1975 г. до 1989 г. наградите на СБФД са се определяли от Управителния съвет на СБФД. От 1993 до 1998 г. – чрез гласуване на членовете на СБФД. През 2003 г. се формират два раздела – първият е за игрален, документален, научнопопулярен и анимационен филм, а вторият раздел – наградите по професии.
Съюзът на българските филмови дейци регистрира патентно марката „Българска филмова академия“ (БФА), в съответствие с националните филмови академии в Европейския съюз. Българската филмова академия се провежда ежегодно от 2010 до 2017 г.